# Onycodes traumataria
Onycodes traumataria är en fjärilsart som beskrevs av Achille Guenée 1857. Onycodes traumataria ingår i släktet Onycodes och familjen mätare. Inga underarter finns listade i Catalogue of Life.

## Bildgalleri

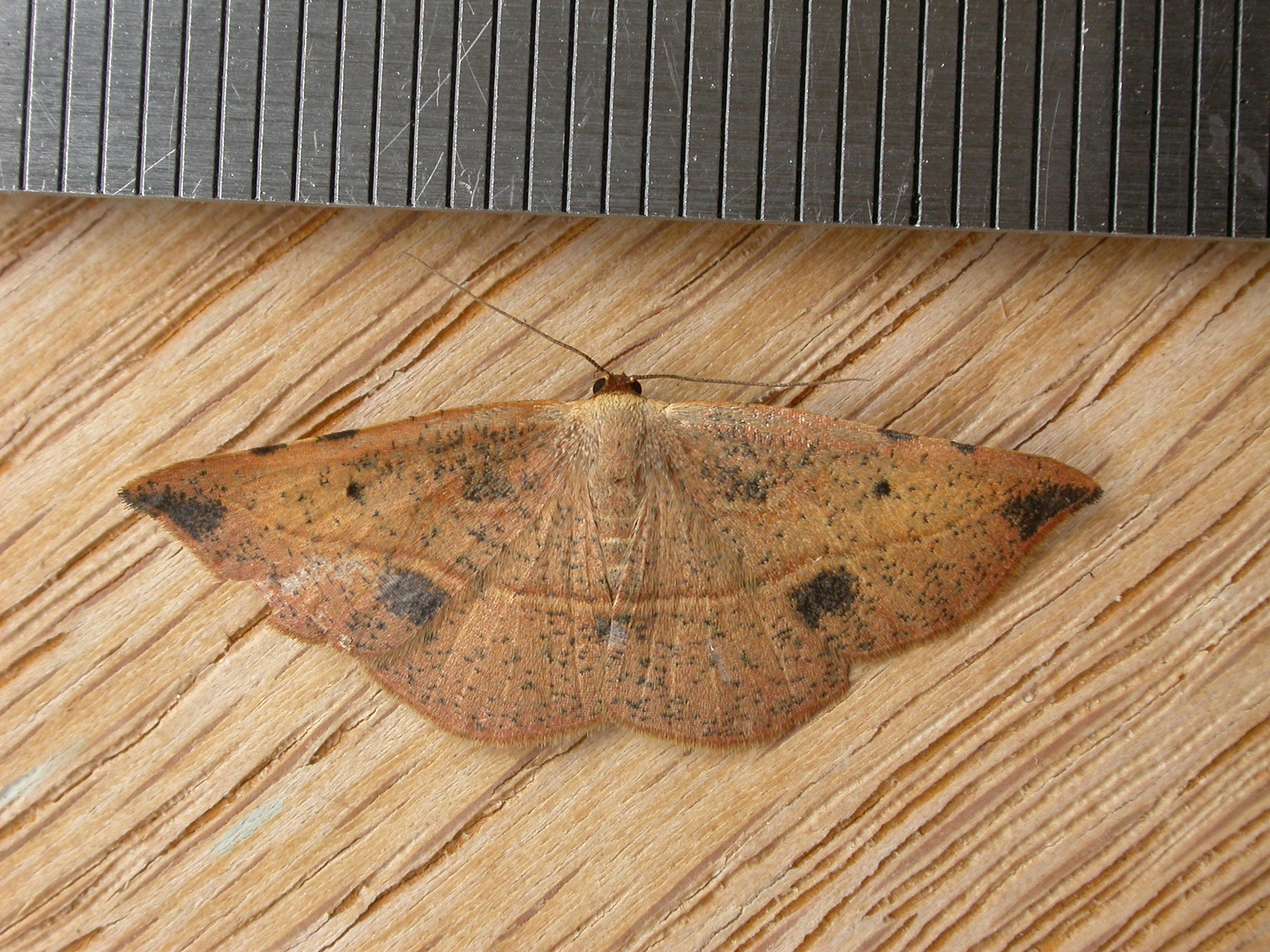
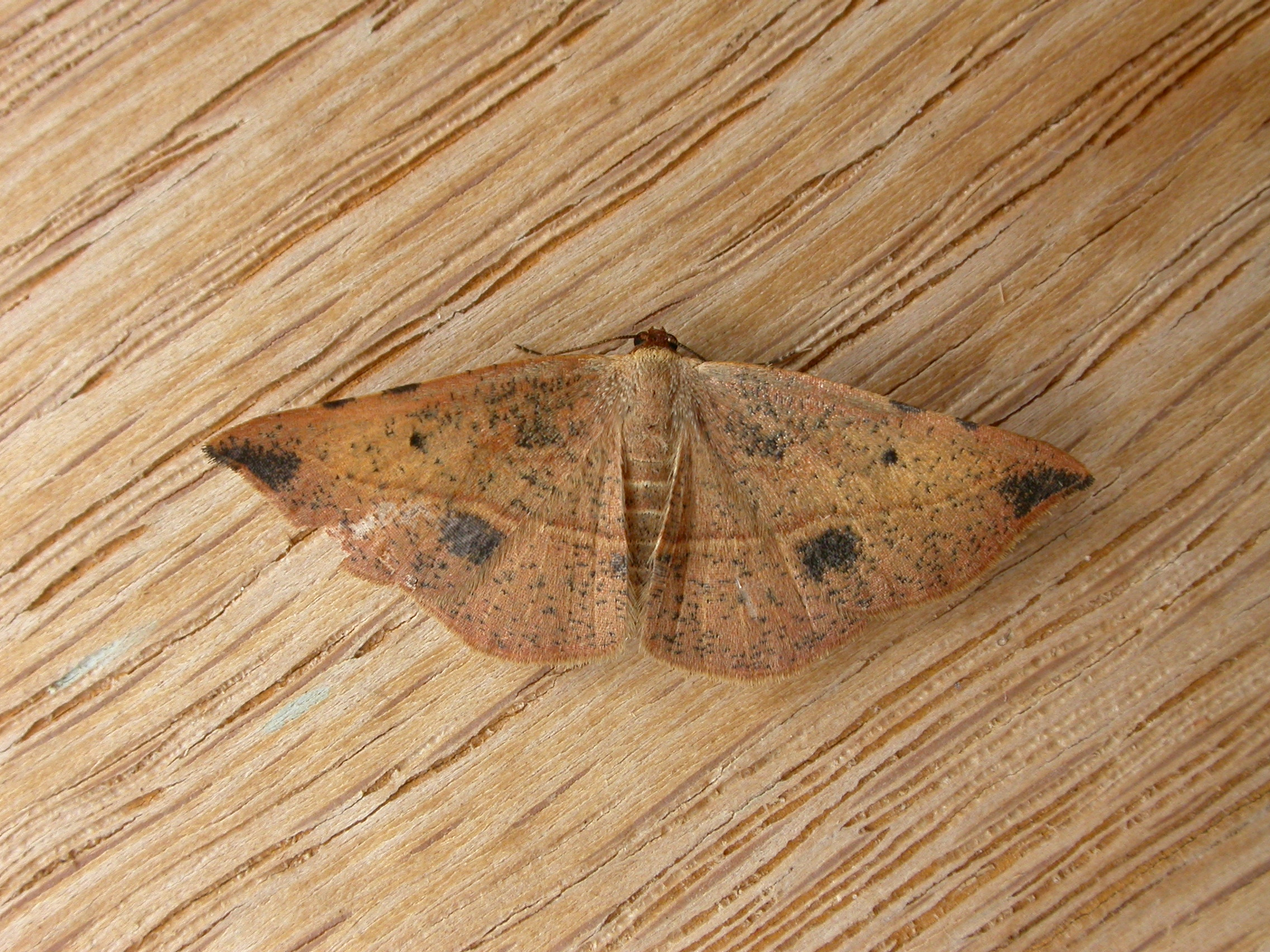